# 成承民
成承民（韩语： Seong Seungmin，2003年5月13日—），韩国女子现代五项运动员，2024年世界现代五项锦标赛女子个人和女子接力金牌得主、女子团体银牌得主、2024年夏季奥林匹克运动会女子个人铜牌得主。